# Natascia
Natascia  è un nome proprio di persona italiano femminile.

## Varianti in altre lingue
- Croato: Nataša[3]
- Francese: Natacha[3]
- Inglese: Natasha[3][4]
  - Ipocoristici: Tasha[3], Nat[3]
- Macedone: Наташа (Nataša)[3]
- Polacco: Natasza[3]
- Russo: Наташа (Nataša)[1][3][4]
  - Ipocoristici: Таша (Taša)[3]
- Serbo: Наташа (Nataša)[3]
- Sloveno: Nataša[3]
- Tedesco: Natascha

## Origine e diffusione
Si tratta di un adattamento fonetico del nome russo Наташа (Nataša), che è un ipocoristico di Наталья (Natal'ja, l'italiano Natalia).
La sua diffusione in Italia, cominciata nell'Ottocento, è dovuta primariamente al successo del romanzo di Lev Tolstoj Guerra e pace, la cui protagonista si chiama Nataša Rostova; hanno successivamente contribuito altre opere teatrali, letterarie e cinematografiche di provenienza slava, e in una piccola percentuale dei casi, anche un'affinità ideologica con la rivoluzione sovietica. In inglese si è diffuso invece più tardi, a partire dal XX secolo.

## Onomastico
L'onomastico può essere festeggiato alle stesse date di Natalia, il 27 luglio e il 25 dicembre.

## Persone

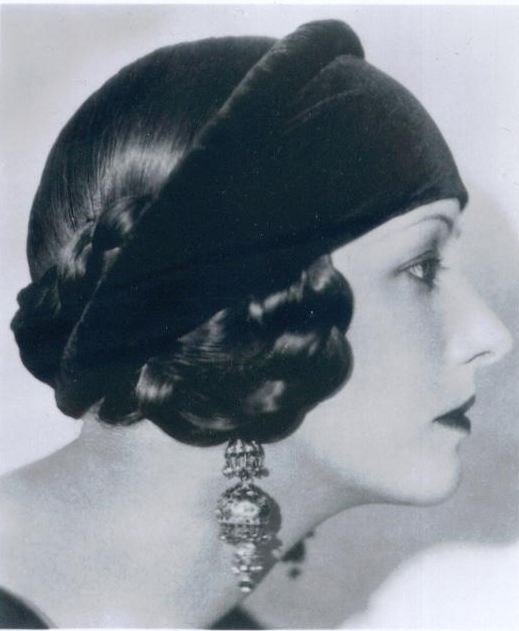
Natacha Rambova

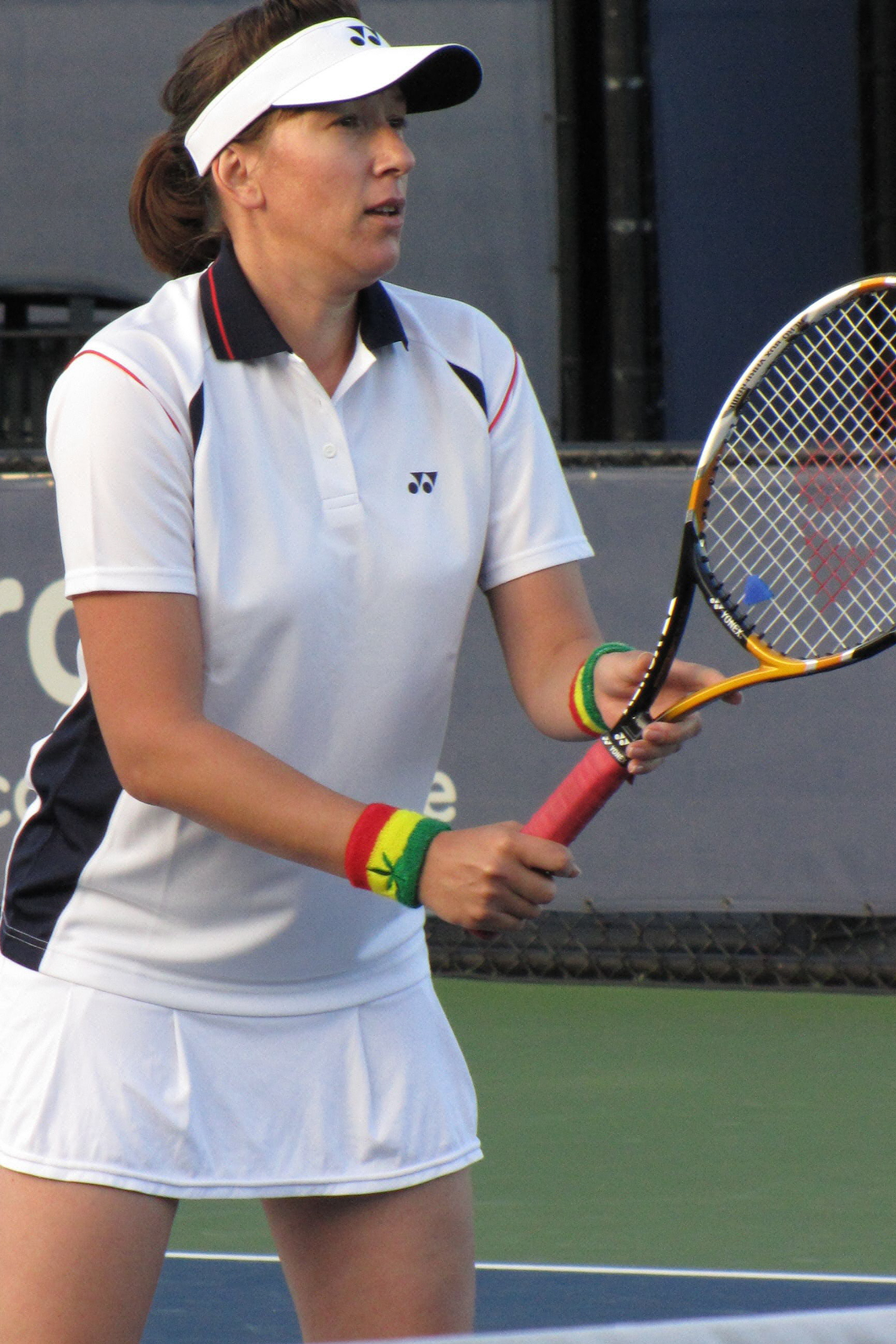
Nataša Zvereva

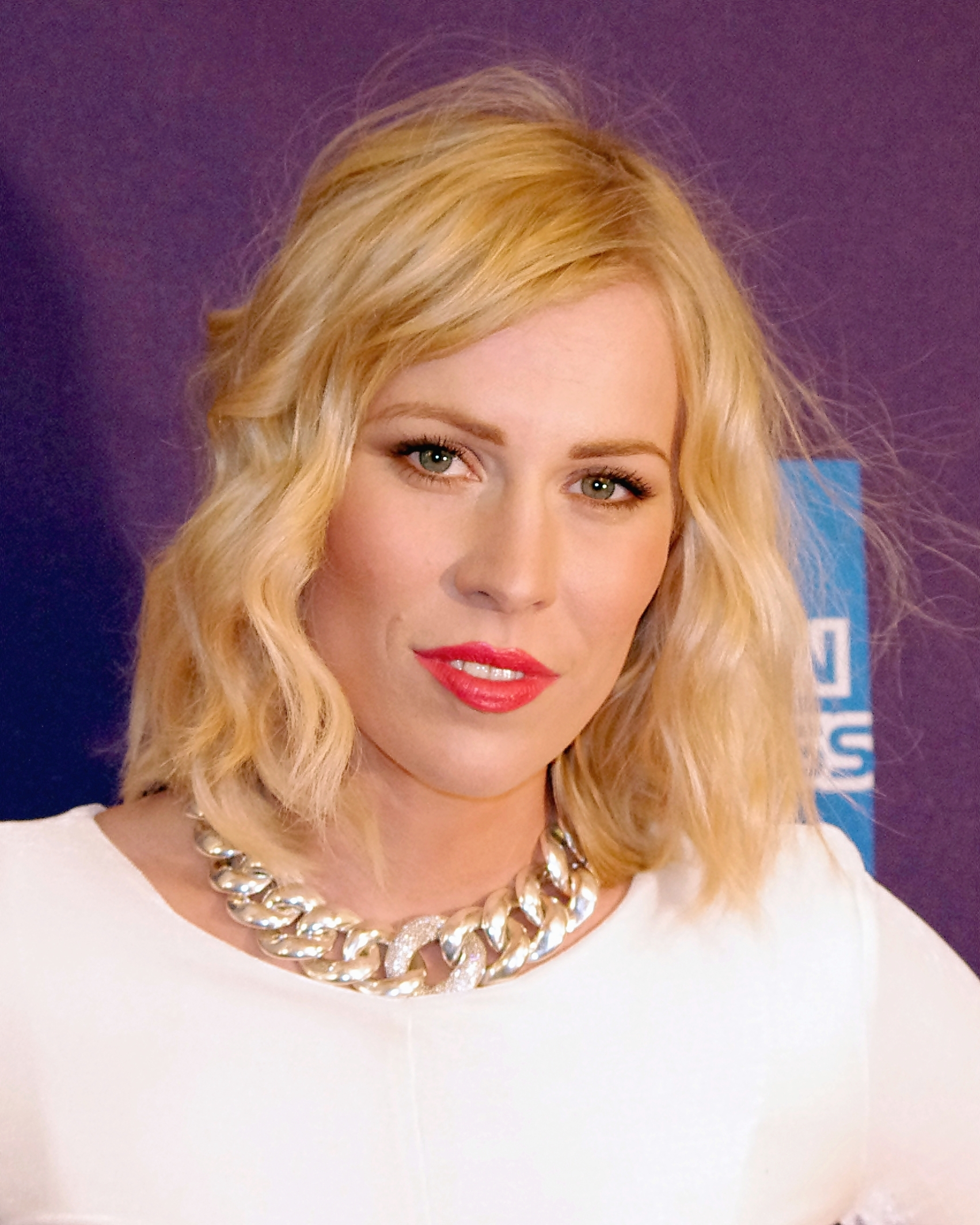
Natasha Bedingfield

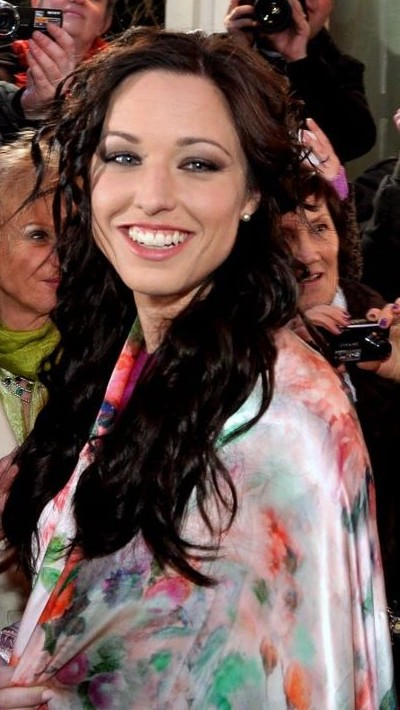
Natasha St-Pier

### Variante Natacha
- Natacha Amal, attrice belga
- Natacha Atlas, cantante belga
- Natacha Gachnang, pilota automobilistica svizzera
- Natacha Rambova, danzatrice, scenografa, costumista, regista, designer e sceneggiatrice statunitense, seconda moglie di Rodolfo Valentino

### Variante Nataša
- Nataša Bokal, sciatrice alpina slovena
- Nataša Janić, canoista ungherese
- Nataša Krsmanović, pallavolista serba
- Nataša Mićić, politica serba
- Nataša Ninković, attrice bosniaca
- Nataša Osmokrović, pallavolista croata
- Nataša Zvereva, tennista bielorussa

### Variante Natascha
- Natascha Börger, modella tedesca
- Natascha Kampusch, ragazza austriaca vittima di un caso di cronaca nera
- Natascha Lusenti, giornalista, conduttrice televisiva e autrice televisiva svizzera
- Natascha McElhone, attrice britannica

### Variante Natasha
- Natasha Alam, attrice e modella uzbeka naturalizzata statunitense
- Natasha Bedingfield, cantante britannica
- Natasha Cicognani, annunciatrice televisiva e attrice italiana
- Natasha Dupeyrón, attrice e cantante messicana
- Natasha Henstridge, modella e attrice canadese
- Natasha Hovey, attrice italiana
- Natasha Khan, vero nome di Bat for Lashes, polistrumentista, cantante e compositrice britannica
- Natasha Little, attrice britannica
- Natasha Lyonne, attrice statunitense
- Natasha Nice, pornoattrice francese naturalizzata statunitense
- Natasha Poly, supermodella russa
- Natasha Richardson, attrice britannica
- Natasha Stefanenko, modella, attrice e conduttrice televisiva russa naturalizzata italiana
- Natasha St-Pier, cantante canadese
- Natasha Thomas, cantautrice danese

### Variante Tasha
- Tasha Danvers, atleta britannica
- Tasha Humphrey, cestista statunitense
- Tasha Quintas, attrice canadese
- Tasha Reid, cantante statunitense naturalizzata sudcoreana

## Il nome nelle arti
- La Contessa Natalija Ilinitchna Rostova, meglio nota come Nataša Rostova, è un personaggio del romanzo di Lev Tolstoj Guerra e pace, e di tutte le opere da esso tratte.
- Natasha Romanoff è un personaggio dei fumetti Marvel Comics.
- Natascha Schweitzer è un personaggio della soap opera Tempesta d'amore.
- Tasha Yar è un personaggio della serie televisiva Star Trek: The Next Generation.